# Amina binte Uabe
Amina binte Uabe (em árabe: آمنة بنت وهب; romaniz.: Amina bint Wahab; 549 — ca. 577) foi a mãe de Maomé (Muhammad), profeta do Islão.
O seu pai era Uabe ibne Abedal Menafe do clã de Zuhra  da tribo dos Coraixitas, e a sua mãe, Barra binte Abedal Uza, pertencia ao clã de Abedal Dar.

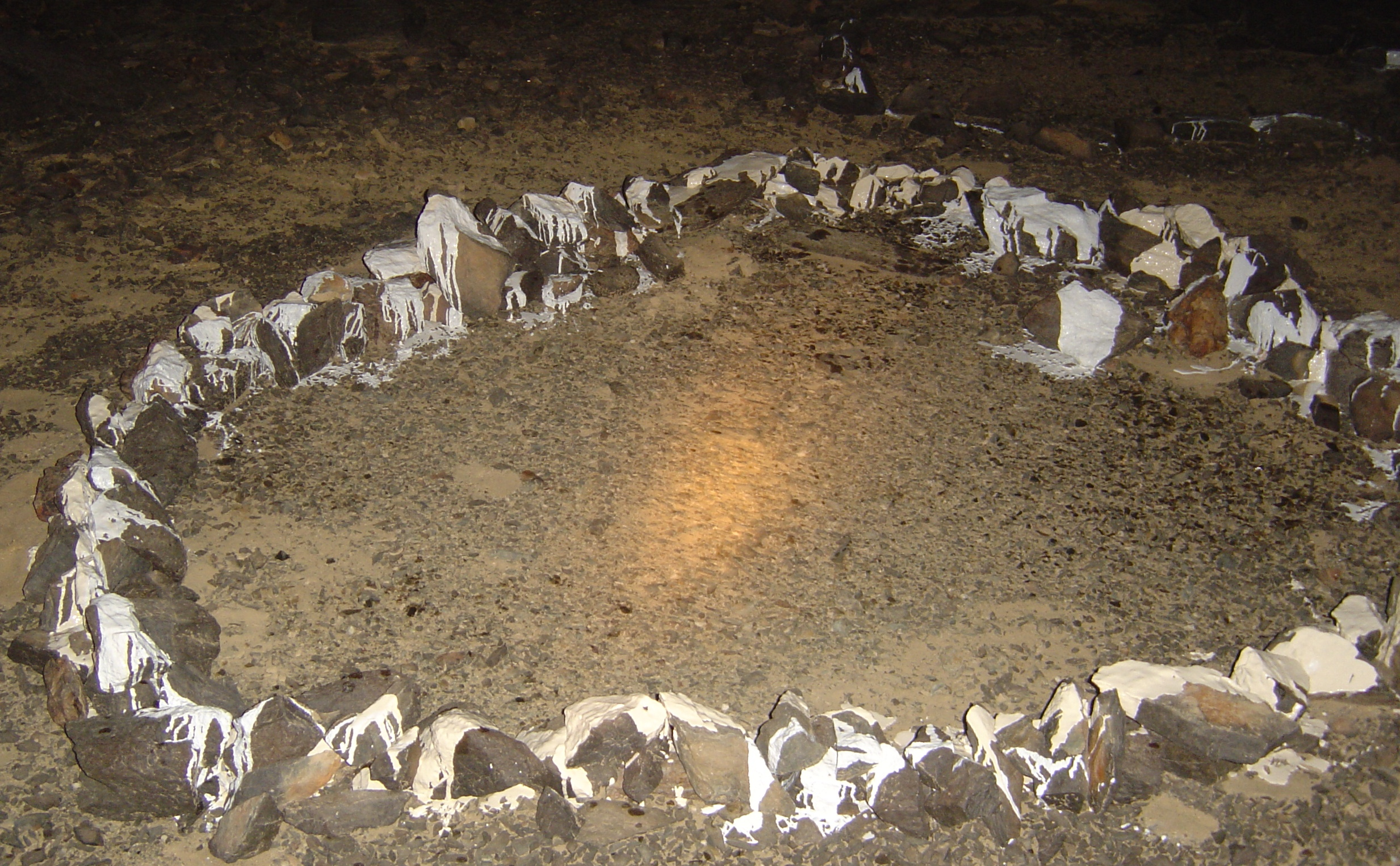
Suposto túmulo de Amina em al-Abwa. Foi destruído em 1998

Foi casada com Abedalá ibne Abedal Motalibe, mas de acordo com um costume da época permaneceu com a sua família, sendo visitada pelo marido. Com ele teve apenas um filho, Muhammad. O seu marido faleceu pouco tempo antes, quando tinha vinte e cinco anos de idade, ou depois do nascimento de Maomé. O seu filho passou algum tempo com uma ama de leite beduína, seguindo um costume da época segundo o qual uma criança teria desta forma maior saúde.
A concepção de Muhammad deu azo a uma série de relatos fantásticos, que possuem pouco rigor histórico. Segundo um deles, Abedalá, o pai de Maomé, encontrava-se a trabalhar com argila na casa de outra esposa, tendo desejado manter relações sexuais com ela, mas foi rejeitado pelo facto de ter ficado sujo com a argila. Depois de se lavar, partiu para a casa de Amina, mas pelo caminho encontrou uma mulher que lhe fez um convite sexual, tendo Abedalá rejeitado a proposta. Quando chegou à casa de Amina manteve relações sexuais com a esposa, acto do qual resultou a concepção de Maomé. Ao passar pela rua encontrou a mulher do convite anterior e perguntou-lhe se este ainda permanecia de pé, mas esta afirmou que não, fazendo referência à existência de uma misteriosa luz branca nos seus olhos, que Amina tinha retirado após o encontro amoroso. Em outro relato popular, Amina teria visto uma grande luz que saiu de si no momento da concepção e que iluminou os palácios de Bostra na Síria.
Amina morreu quando Maomé tinha cinco anos de idade, em Alabua (al-Abwa), quando regressava de uma viagem de Medina para Meca, em cerca de 577. Maomé passou seus primeiros oito anos de vida na casa do seu avô paterno, Abedal Motalibe.